# Maeda Ikutokukai

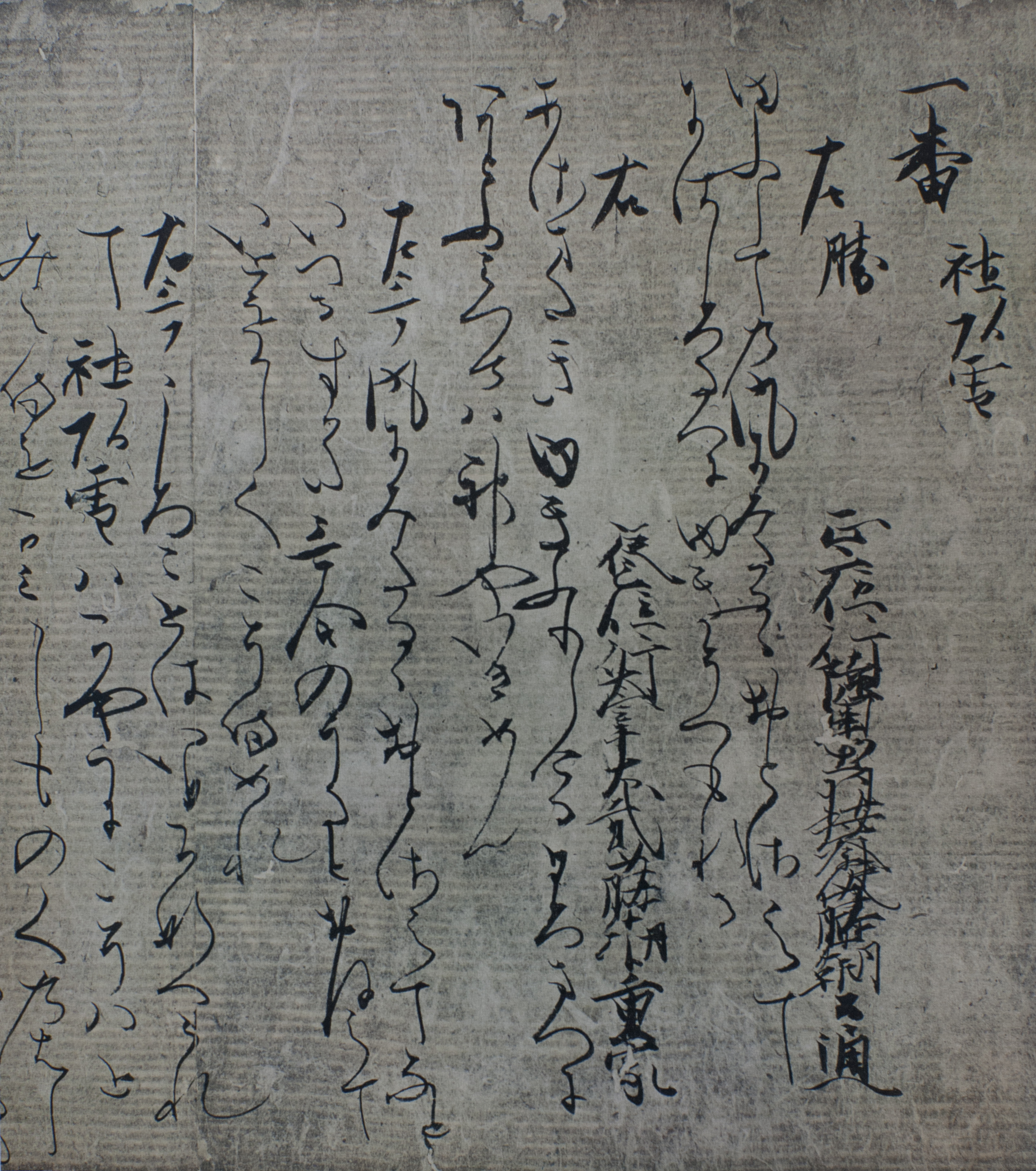
Feuille d'un Utaawase du sanctuaire Hirota.

Le Maeda Ikutokukai (前田育徳会) est une fondation d'intérêt public (公益法人) japonaise fondée le 26 février 1926 pour la gestion et la préservation de l'héritage culturel du clan Maeda, maître du domaine de Kaga. Son siège se trouve à Komaba, Meguro.
La collection est organisée autour de documents écrits, y compris des documents anciens ou des livres japonais et chinois, mais contient également des objets d'artisanat tels que des épées, des pièces d'armure ou à usage domestique. Les écrits détenus par la fondation sont connus sous le nom « bibliothèque Sonkeikaku » (尊経閣文庫, Sonkeikaku bunko) qui sert aussi de nom alternatif au Maeda Ikutokukai. Cette collection de livres anciens, de registres et de documents est ouverte aux chercheurs uniquement sur demande. La bibliothèque tient son nom de la collection personnelle de livres du cinquième daimyo du domaine de Kanazawa, Maeda Tsunanori, connu sous le nom 尊経閣蔵書 (Sonkeikaku zōsho), collection personnelle distincte de la collection ancestrale du clan,.
Le Maeda Ikutokukai possède vingt-deux Trésors nationaux et soixante-seize Biens culturels importants. Comme la bibliothèque ne dispose pas des capacités d'exposition d'un musée, les demandes de visite sont généralement refusées. Cependant, le musée préfectoral d'art d'Ishikawa contient une salle d'exposition consacrée à la collection Maeda Ikutokukai dans laquelle les objets d'arts et d'artisanat sont exposés en permanence.